# Cucina burundese

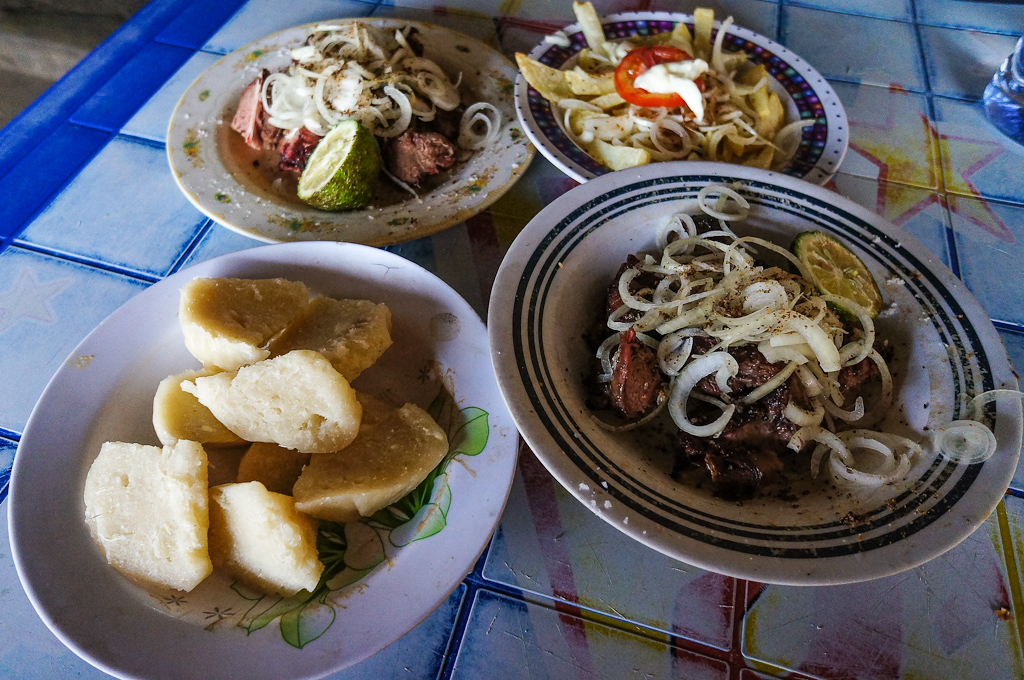
Carne grigliata con fiocchi di manioca (cassava)

La cucina burundese comprende le abitudini culinarie del Burundi.
Essendo un paese da una forte vocazione agricola, il Burundi fa affidamento su fagioli, mais, grano e manioca (cassava). Il riso sta acquisendo sempre più importanza nella dieta burundese, e anche platani e banane sono diffusi in tutto il paese.
Dalla manioca viene ottenuto un porridge chiamato ugali, che a volte può essere prodotto dal mais. Tra i vegetali più comuni si trovano patate dolci e cavoli, mentre il pesce, che può essere sia fresco, affumicato che secco, proviene dal Lago Tanganica o dal fiume Ruzizi.
La carne è poco diffusa in quanto ritenuta costosa, difatti i burundesi preferiscono non uccidere il loro bestiame in favore della produzione di latte. Tuttavia nelle occasioni speciali vengono cucinate capre e pecore, che possono essere arrostite, bollite o stufate. È consuetudine non bere latte mentre si mangiano piselli o arachidi, in quanto si pensa che la salute e la fertilità degli animali influenzi quella umana.
La colazione è poco diffusa nelle aree rurali, mentre il pranzo è considerato un pasto importante. La cena include gli avanzi del pranzo oppure del tè. Nelle grandi città è diffuso il pane francese e si possono reperire con maggior facilità caffè e tè.
La dieta burundese non comprende dessert, ma viene prodotto un vino di banana chiamato urwarwa. Dal sorgo viene prodotta una birra locale chiamata impeke, che viene tradizionalmente bevuta con delle cannucce da una grande zucca.